# كبريتيد الإتريوم الثلاثي
كبريتيد الإتريوم الثلاثي هو مركب كيميائي غير عضوي من عنصري الإتريوم والكبريت؛ له الصيغة الكيميائية Y2S3.